# Sonate K. 102
La sonate K. 102 (F.60/L.89) en sol mineur est une œuvre pour clavier du compositeur italien Domenico Scarlatti.

## Présentation
La sonate K. 102, en sol mineur, est notée Allegro. Elle exploite le même objet technique que les sonates qui l'encadrent : les arpèges. Si les sonates K. 101 et 103 ont toutes deux des motifs très volubiles, la K. 102 s'inspire de formules conclusives déjà exploitées dans les séquences des sonates K. 7 et 55. Le motif à l'unisson de la K. 101 est repris ici. La formule insistante des mesures 5 et suivantes se retrouve notamment dans la sonate K. 426 (mesure 8).

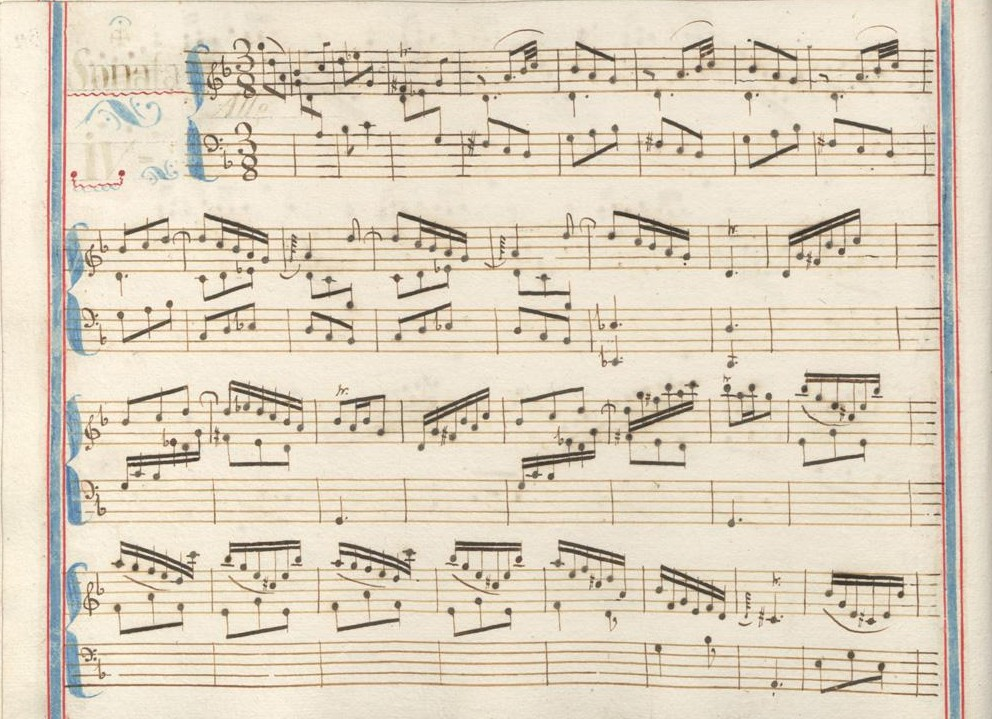
Début de la sonate, extraite du volume XV du manuscrit de Venise.

## Manuscrit
Le manuscrit principal est le numéro 4 du volume XV de Venise (1749), copié pour Maria Barbara.

## Interprètes
La sonate K. 102 est peu jouée, mais défendue au clavecin par Scott Ross (1985, Erato), Richard Lester (2005, Nimbus, vol. 6) et Pieter-Jan Belder (Brilliant Classics, vol. 3).

## Sources
: document utilisé comme source pour la rédaction de cet article.
- Ralph Kirkpatrick (trad. de l'anglais par Dennis Collins), Domenico Scarlatti, Paris, Lattès, coll. « Musique et Musiciens », 1982 (1re éd. 1953 (en)), 493 p. (ISBN 978-2-7096-0118-4, OCLC 954954205, BNF 34689181).
- Alain de Chambure, « Domenico Scarlatti : Intégrale des sonates — Scott Ross », Erato (2564-62092-2), 1985 (OCLC 891183737) .
- (en) W. Dean Sutcliffe, The Keyboard Sonatas of Domenico Scarlatti and Eighteenth-Century Musical Style, Cambridge / New York, Cambridge University Press, 2008, xi-400 (ISBN 978-0-521-07122-2, OCLC 1005658462).